# トゥール (アンドル＝エ＝ロワール県)
トゥール（Tours ([tʊər] TOOR, フランス語: [tuʁ] ( 音声ファイル))）は、フランスの中部に位置する都市で、アンドル＝エ＝ロワール県の県庁所在地である。
なお、ムルト＝エ＝モゼル県にもトゥールという名の都市が存在する。片仮名表記では同名になるが、こちらはToulと表記し、原発音も異なる。

## 歴史
古代ローマ時代、トゥールはトゥロネンシス (Turonensis)として知られていた。3世紀の半ばには聖ガティアヌスがローマからトゥールに派遣されている。また、4世紀の後半には後に聖人となったトゥールのマルティヌスがトゥールの司教であった。
第二次世界大戦、パリ陥落直前の1940年6月11日に、フランス政府は首都機能をトゥールに移転した。が、パリが無血開城した同年6月14日、首都機能はボルドーに再移転した。

## 気候
| トゥールの気候                                            | トゥールの気候 | トゥールの気候 | トゥールの気候 | トゥールの気候 | トゥールの気候 | トゥールの気候 | トゥールの気候 | トゥールの気候 | トゥールの気候 | トゥールの気候 | トゥールの気候 | トゥールの気候 | トゥールの気候 |
| 月                                                        | 1月            | 2月            | 3月            | 4月            | 5月            | 6月            | 7月            | 8月            | 9月            | 10月           | 11月           | 12月           | 年             |
| --------------------------------------------------------- | -------------- | -------------- | -------------- | -------------- | -------------- | -------------- | -------------- | -------------- | -------------- | -------------- | -------------- | -------------- | -------------- |
| 最高気温記録 °C （°F）                                    | 16.9 (62.4)    | 22.1 (71.8)    | 25.3 (77.5)    | 29.2 (84.6)    | 31.8 (89.2)    | 39.1 (102.4)   | 40.8 (105.4)   | 39.8 (103.6)   | 35.1 (95.2)    | 29.0 (84.2)    | 22.3 (72.1)    | 18.5 (65.3)    | 40.8 (105.4)   |
| 平均最高気温 °C （°F）                                    | 7.3 (45.1)     | 8.5 (47.3)     | 12.3 (54.1)    | 15.2 (59.4)    | 19.1 (66.4)    | 22.8 (73)      | 25.5 (77.9)    | 25.4 (77.7)    | 21.8 (71.2)    | 16.8 (62.2)    | 10.9 (51.6)    | 7.5 (45.5)     | 16.1 (61)      |
| 平均最低気温 °C （°F）                                    | 2.0 (35.6)     | 1.9 (35.4)     | 3.9 (39)       | 5.6 (42.1)     | 9.2 (48.6)     | 12.1 (53.8)    | 14.0 (57.2)    | 13.7 (56.7)    | 11.1 (52)      | 8.6 (47.5)     | 4.6 (40.3)     | 2.5 (36.5)     | 7.5 (45.5)     |
| 最低気温記録 °C （°F）                                    | −17.4 (0.7)    | −14.2 (6.4)    | −10.3 (13.5)   | −3.4 (25.9)    | −0.6 (30.9)    | 2.6 (36.7)     | 4.3 (39.7)     | 4.8 (40.6)     | 0.9 (33.6)     | −2.3 (27.9)    | −7.1 (19.2)    | −18.5 (−1.3)   | −18.5 (−1.3)   |
| 降水量 mm （inch）                                        | 66.2 (2.606)   | 55.8 (2.197)   | 50.3 (1.98)    | 55.8 (2.197)   | 62.3 (2.453)   | 46.1 (1.815)   | 53.2 (2.094)   | 42.5 (1.673)   | 53.2 (2.094)   | 70.9 (2.791)   | 68.0 (2.677)   | 71.3 (2.807)   | 695.6 (27.386) |
| 平均降水日数                                              | 11.9           | 9.5            | 9.9            | 9.6            | 9.8            | 7.0            | 6.9            | 6.2            | 7.8            | 10.5           | 11.2           | 11.4           | 111.6          |
| 平均降雪日数                                              | 2.4            | 2.9            | 1.8            | 0.7            | 0.1            | 0.0            | 0.0            | 0.0            | 0.0            | 0.0            | 1.0            | 1.7            | 10.6           |
| % 湿度                                                    | 87             | 84             | 79             | 74             | 77             | 75             | 72             | 73             | 77             | 84             | 87             | 89             | 79.8           |
| 平均月間日照時間                                          | 69.9           | 90.3           | 144.2          | 178.5          | 205.6          | 228.0          | 239.4          | 236.4          | 184.7          | 120.6          | 76.7           | 59.2           | 1,833.3        |
| 出典1：Météo France                                       |                |                |                |                |                |                |                |                |                |                |                |                |                |
| 出典2：Infoclimat.fr (humidity and snowy days, 1961–1990) |                |                |                |                |                |                |                |                |                |                |                |                |                |

## 観光地
- サン＝ガシアン大聖堂（トゥール大聖堂）
  - トゥール美術館
- トゥール城

## 関係者

### 出身有名人
- ルイーズ・ド・ラ・ヴァリエール - 貴族
- ジャン・フーケ - 画家
- アブラハム・ボッス - 版画家
- オノレ・ド・バルザック - 作家
- ポール・ニザン - 作家、ジャーナリスト、政治活動家（共産党員）
- アルフレッド・メイム - 出版者
- イヴ・ボヌフォワ - 詩人
- ナディア - 歌手
- ザーズ - 歌手
- リュズ - 漫画家、風刺画家
- アルマン・トルーソー - 内科医。トルーソー徴候、トルーソー症候群を発見した。

### 居住その他ゆかりある人物
- レオン・ガンベッタ - 政治家
- フランシス・プーランク - 作曲家（フランス6人組）。1927年、トゥレーヌ地方トゥール近郊ノワゼ (fr) に Le Grand Coteau を購入し、創作活動の場合ここに籠もり『ナゼルの夜会』などを完成させた。

## 姉妹都市
- ミュールハイム・アン・デア・ルール、ドイツ
- セゴビア、スペイン
- 洛陽市、中国
- スプリングフィールド、アメリカ合衆国
- トロワ・リヴィエール、カナダ
- ブラショフ、ルーマニア
- ミネアポリス、アメリカ合衆国
- パルマ、イタリア
- 高松市、日本

## 交通
- トゥール駅
  - LGV大西洋線

## 教育
- トゥール大学 (Université de Tours)
  - 旧称はフランソワ・ラブレー大学である[6]。
  - また、トゥール大学内にはトゥール大学理工科学校 (ポリテクニック、École polytechnique de l'université de Tours) といった数校のグランゼコールなどの高等教育機関が置かれている。

## ギャラリー
- 中世の建物が残る街並
- トゥール大聖堂
- 公園